# Robert Griffin III
Robert Lee Griffin III (Prefettura di Okinawa, 12 febbraio 1990) è un ex giocatore di football americano statunitense che ha militato nel ruolo di quarterback nella National Football League. Fu scelto dai Washington Redskins come secondo assoluto nel Draft NFL 2012. Al college ha giocato a football alla Baylor University.
Griffin si dichiarò eleggibile per il Draft 2012 saltando l'ultimo anno di college. Il 12 dicembre 2011, Griffin (conosciuto anche come RG3) ha vinto l'Heisman Trophy, il premio più importante riservato a un giocatore universitario, divenendo il primo giocatore della storia della Baylor University a ricevere tale onore.

## Carriera universitaria

### Stagione 2008
Nel suo primo anno coi Baylor Bears, Griffin vinse il premio di Offensive Freshman of the Year della Big 12 Conference. Griffin giocò come titolare in 11 delle 12 gare disputate. Nella sorprendente vittoria per 41–21 sui Texas A&M Aggies, completò 13 passaggi su 23 tentativi per 241 yard, 2 touchdown, nessun intercetto e sack subiti. La squadra terminò la stagione con un record di 4 vittorie e 8 sconfitte (2–6 nella Big 12).

### Stagione 2009

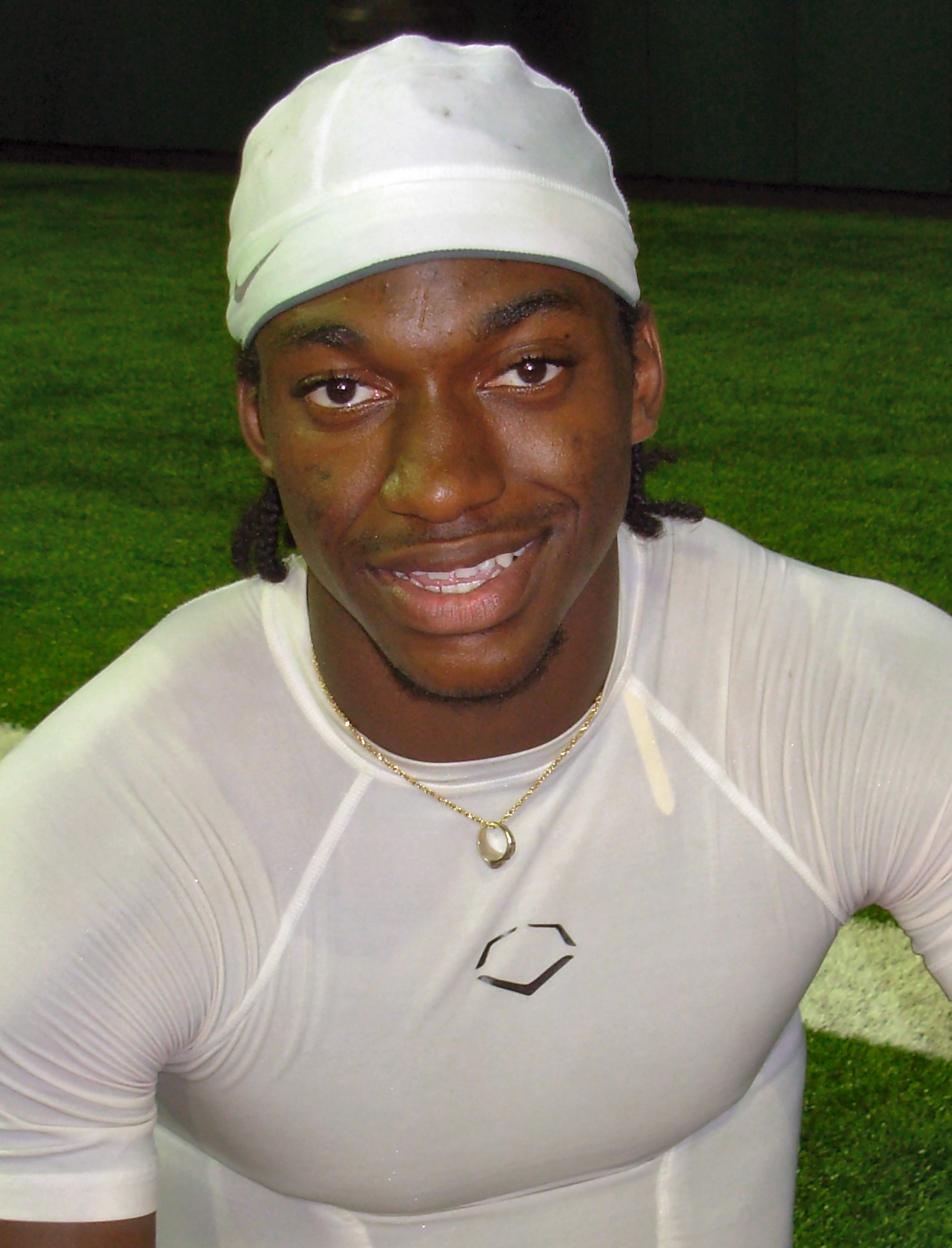
Griffin durante il suo periodo coi Baylor Bears nel 2009.

Griffin rimase fuori dai campi di gioco della NCAA per tutta la stagione 2009 dopo che si ruppe un legamento del ginocchio nel corso del terzo quarto della terza partita (tutte giocate come titolare) della sua stagione da sophomore. I Bears vinsero 68-13 sulla Northwestern State ma senza il loro quarterback terminarono con un record di 4–8 (1–7 nella Big 12).

### Stagione 2010
A Griffin fu garantito la status di redshirt nella stagione 2010. Secondo le regole della NCAA, i giocatori che nella stagione precedente avevano disputato a causa di infortuni meno del trenta per cento dell'annata, potevano essere considerati redshirt. Griffin aveva giocato solo tre partite su 12, quindi la percentuale di stagione giocata era solo del 21 per cento. Baylor migliorò il proprio record terminando con un bilancio positivo di 7–6 (4–4 nella Big 12).

### Stagione 2011
All'inizio della stagione 2011, i Baylor Bears non erano considerati tra i favoriti per l'imminente annata, venendo pronosticati al sesto posto nella Big 12. I Bears aprirono la stagione contro TCU, classificata al 15º posto nel ranking. I Bears vinsero 50-48 grazie a una prestazione di Griffin da 359 yard, 5 touchdown e un 77,8% di passaggi completati. Già dopo questa partita, Griffin fu considerato un autorevole candidato per l'Heisman Trophy. Dopo una settimana di pausa, Baylor surclassò la Stephen F. Austin State University 48-0 con Griffin che passò con 20 su 22 (90,9%) per 247 yard e 3 touchdown e corse per altre 78 yard. Nella 4a settimana , RG3 portò Baylor alla terza vittoria, battendo la Rice University 56-31. Griffin completò 29 passaggi su 33 (87,9%) per 338 yard oltre a 51 yard su corsa e un touchdown. Nella 5a settimana, contro la Kansas St. University, Griffin portò quasi i Bears alla quarta vittoria consecutiva, ma dovette arrendersi 36-35 completando 23 passaggi su 31 (74.2%) per 346 yard, 5 touchdown e un intercetto. Nella settimana successiva, contro Iowa State, Griffin condusse Baylor alla quarta vittoria della stagione completando 22 passaggi su 30 (73,3%) per 212 yard, un touchdown e nessun intercetto subito. Egli vinse l'Heisman Trophy, il primo giocatore della storia di Baylor ad ottenere il prestigioso riconoscimento. Griffin guidò la sua università a un record di 10-3, compresa la vittoria 67-56 sui Washington Huskies nell'Alamo Bowl. Con 123 punti totali, quella fu la partita con più punti segnati in una finale di un campionato NCAA. Con la vittoria dell'Alamo Bowl, Griffin divenne il primo giocatore da Tim Tebow nel 2007 a vincere l'Heisman e non apparire nella finale nazionale (che quell'anno fu LSU, numero 1 del ranking, contro Alabama, numero 2).
L'11 gennaio 2012, Griffin annunciò ufficialmente la sua eleggibilità per il Draft NFL 2012.

### Statistiche
| Stagione       | Passaggi | Passaggi | Passaggi | Passaggi | Passaggi | Passaggi | Passaggi |     | Corse | Corse | Corse | Corse | Corse |      | Ricezioni | Ricezioni | Ricezioni |  | Totale attacco |
| Stagione       | Comp     | Ten      | Yard     | %        | TD       | Int      | Rating   | Ten | Yard  | Media | Max   | TD    | Ric   | Yard | Media     | Yard      |           |  |                |
| -------------- | -------- | -------- | -------- | -------- | -------- | -------- | -------- | --- | ----- | ----- | ----- | ----- | ----- | ---- | --------- | --------- | --------- |  | -------------- |
| 2008 (12 gare) | 160      | 267      | 2.091    | 59,9%    | 15       | 3        | 142,0    | 173 | 843   | 4,9   | 63    | 13    | 0     | 0    | 0         | 2.934     |           |  |                |
| 2009 (3 gare)  | 45       | 69       | 481      | 65.2%    | 4        | 0        | 142,9    | 27  | 77    | 2,9   | 17    | 2     | 1     | 19   | 19        | 558       |           |  |                |
| 2010           | 304      | 454      | 3.501    | 67%      | 22       | 8        | 144,2    | 149 | 635   | 4,3   | 71    | 8     | 0     | 0    | 0         | 4.145     |           |  |                |
| 2011           | 267      | 369      | 3.998    | 72.4%    | 36       | 6        | 192,3    | 161 | 644   | 4,0   | 49    | 9     | 1     | 15   | 15        | 4.657     |           |  |                |
| Totale         | 776      | 1.159    | 10,071   | 66,125%  | 77       | 17       | 155,35   |     | 510   | 2.199 | 4,3   |       | 32    |      | 3         | 3         | 24        |  | 12.294         |

## Carriera professionistica

### Washington Redskins

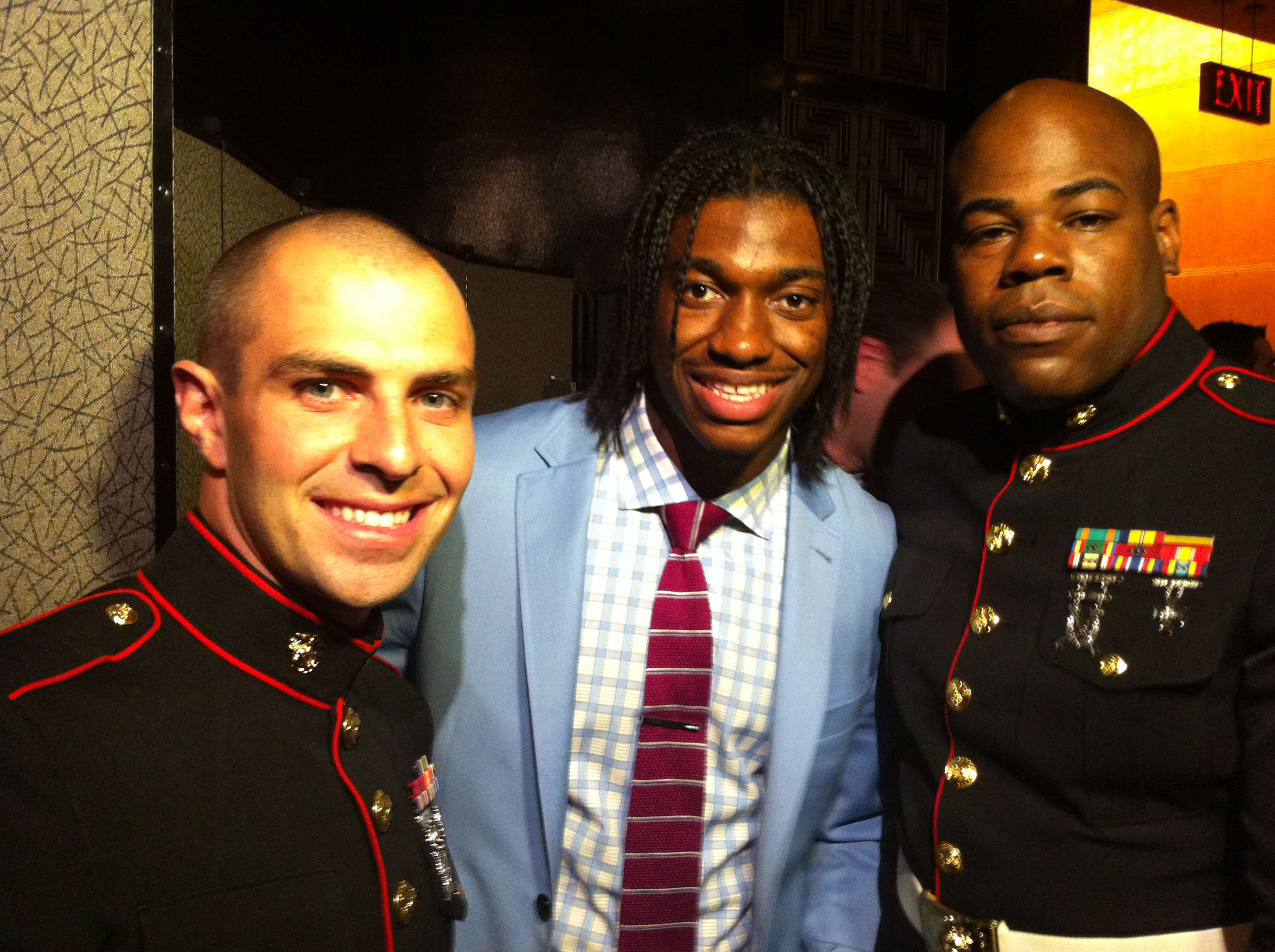
RG3 in posa con due marine al Draft NFL 2012

Il 26 aprile 2012 Robert Griffin III venne selezionato come seconda scelta assoluta dai Washington Redskins, franchigia della capitale nordamericana bisognosa da diverse stagioni di un quarterback di qualità. Il 18 luglio, RG3 firmò coi Redskins un contratto quadriennale (con un'opzione per un quinto anno) del valore di 21.119.098 dollari, tutti garantiti. Griffin divenne il primo giocatore nella storia delle quattro maggiori leghe professionistiche americane (NFL, NBA, NHL, MLB) a portare un numero romano accanto al cognome nella sua uniforme da gara, dopo il cambiamento della regola che lo impediva da parte della lega nell'estate 2012.

#### 2012
Il 9 settembre, nel debutto da professionista in casa dei quotati New Orleans Saints, Griffin non deluse le attese: nella vittoria dei Redskins per 40-32, RG3 passò per 320 yard (secondo miglior risultato di tutti i tempi per un rookie alla partita di debutto, dopo le 422 di Cam Newton) con 2 passaggi da touchdown e nessun intercetto subito, per un passer rating di 139,9. Grazie a questa prestazione, Robert vinse il premio di miglior rookie della settimana e il premio di miglior quarterback della settimana. Nel turno successivo i Redskins furono sconfitti 28-31 dai St. Louis Rams. Griffin continuò tuttavia a giocare bene completando 20 passaggi su 29 per 206 yard e un touchdown, oltre a correre 82 yard e segnare altri due touchdown su corsa.

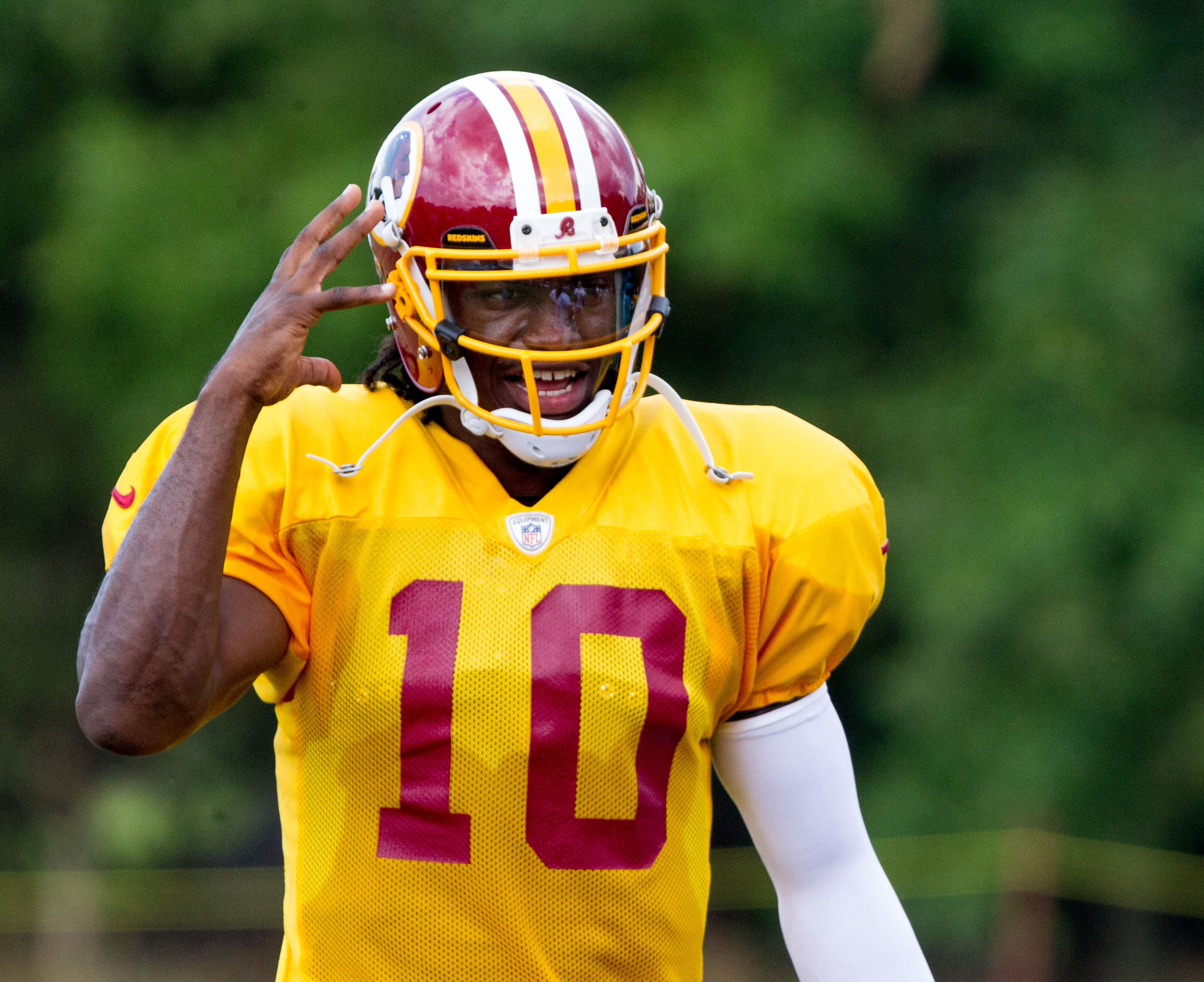
Griffin durante il training camp del 2012.

Nella settimana 3, i Redskins persero in casa contro i Cincinnati Bengals malgrado un tardivo tentativo di rimonta guidato da Griffin che chiuse con 221 yard passate e un touchdown oltre a ben 85 yard corse e un altro touchdown segnato su corsa. La settimana seguente, Washington ottenne la seconda vittoria dell'anno sui Tampa Bay Buccaneers: RG3 giocò alla grande passando 323 yard oltre a correrne altre 43 e segnare un touchdown su corsa. Grazie a questa prestazione, Griffin bissò il premio di miglior rookie della settimana.
Nella quinta settimana, con i Redskins in vantaggio di tre punti sugli imbattuti Atlanta Falcons nel finale del terzo quarto, Griffin subì un durissimo colpo alla testa che lo costrinse a lasciare il match venendo sostituito da Kirk Cousins con Washington che alla fine venne sconfitta.
Malgrado la commozione cerebrale subita, Robert fece ritorno nel turno successivo interrompendo una striscia negativa di 8 sconfitte consecutive in casa per i Redskins. In totale completò 17 passaggi su 22 tentativi per 182 yard, con un touchdown e un intercetto, oltre a correre ben 138 yard, compresa una strepitosa corsa da 76 yard verso la end zone nel quarto periodo in cui segnò il secondo touchdown su corsa di giornata. Con questa prestazione, Robert si trovò al secondo posto nella NFL per touchdown segnati su corsa con 6 dietro solamente ad Arian Foster e vinse per la terza occasione il premio di miglior rookie della settimana.
Nel turno successivo, RG3 e i Redskins sfiorarono la rimonta contro i campioni in carica dei New York Giants, perdendo alla fine 27-23. Il quarterback passò 258 yard con 2 touchdown e un intercetto, oltre a 89 yard guadagnate su corsa.

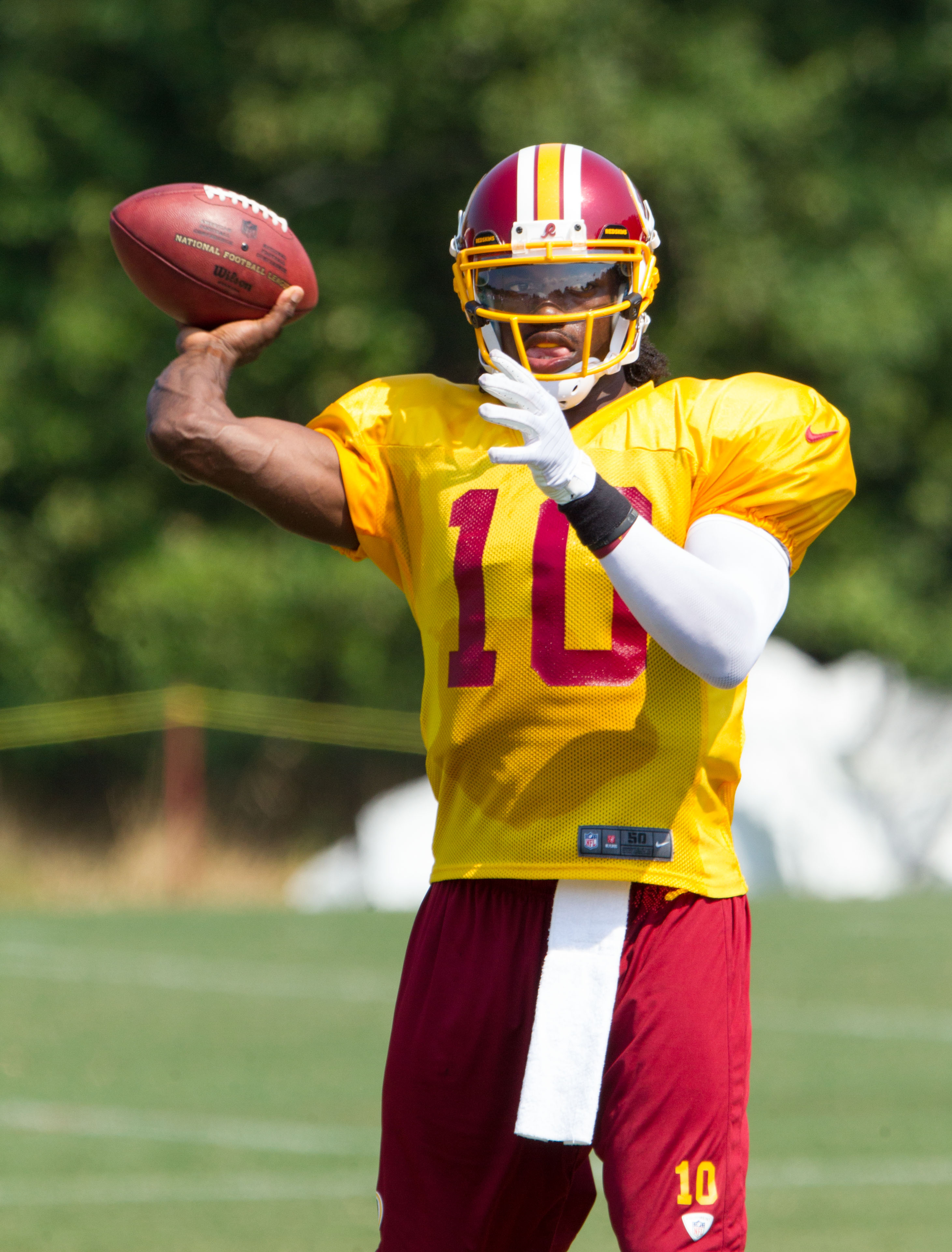
Robert Griffin III nel training camp 2012.

Dopo settimane di lodi ininterrotte da parte dei media, RG3 disputò una partita non all'altezza delle precedenti nella sconfitta della settimana 8 contro i Pittsburgh Steelers in cui completò 16 passaggi su 34 tentativi per 177 yard con un passaggio da touchdown. Nella settimana seguente Washington perse ancora contro i Carolina Panthers di Cam Newton: RG3 passò 215 yard senza touchdown e intercetti e corse altre 53 yard.
I Redskins tornarono alla vittoria nella settimana 11 battendo i Philadelphia Eagles in una gara senza storia: RG3 giocò un'altra prova di grandissima precisione, completando 14 passaggi su 15 tentativi, con 4 touchdown, nessuna intercetto subito e un perfetto passer rating di 158,3 (il massimo ottenibile) oltre a correre 84 yard. Dopo questa gara fu nominato per la seconda volta giocatore offensivo della settimana della NFC, per la quarta volta rookie della settimana, divenne il primo rookie della storia della lega a passare per 200 yard con 4 touchdown e correre più di 75 yard in una singola gara e il più giovane giocatore a concludere un incontro con un passer rating perfetto, all'età di 22 anni e 284 giorni. Quest'ultimo primato fu successivamente superato da Marcus Mariota nel 2015.
Nella gara del Giorno del Ringraziamento, nel primo ritorno nel natio Texas, Griffin giocò un'altra prestazione di alto livello passando con 20/28 per 311 yard con 4 touchdown e un intercetto, coi Redskins che batterono facilmente i Dallas Cowboys. Dopo questa prova fu nominato per la seconda volta in stagione miglior quarterback della settimana e per la quinta volta miglior rookie. A fine mese, RG3 fu premiato per la seconda volta come miglior rookie offensivo del mese di novembre.
Nel Monday Night Football della settimana 13, Griffin e i Redskins ottennero una grande vittoria sui Giants che li portò su un record di 6-6 e al secondo posto nella NFC East, alla pari coi Cowboys e dietro di una sola vittoria proprio ai Giants. RG3 continuò a macinare record, battendo quello di yard corse in stagione da un quarterback rookie, stabilito l'anno precedente da Cam Newton. Ancora una volta dopo questa partita, il premio di rookie della settimana fu suo.
Nella settimana 14 Griffin fu costretto ad uscire per un infortunio al ginocchio dopo un violento scontro con Haloti Ngata nel quarto periodo, venendo sostituito da Kirk Cousins che guidò la squadra alla vittoria nei supplementari contro i Baltimore Ravens. RG3 concluse la sua prestazione con 246 yard passate e un touchdown. Coi Redskins decisi a non rischiare la loro stella, nella gara successiva contro i Cleveland Browns Griffin lasciò il posto come titolare a Cousins che guidò la squadra alla vittoria.
Tornato nella settimana successiva contro gli Eagles, Griffin condusse i Redskins alla vittoria con 198 yard passate, 2 touchdown e un intercetto subito. Ancora una volta fu votato come miglior rookie della settimana.
Il 26 dicembre, RG3 fu convocato per il primo Pro Bowl in carriera, unico rookie tra i non membri degli special team. Nell'ultimo turno di campionato, i Redskins necessitavano di una vittoria sui Cowboys per accedere ai playoff. Un Griffin non al meglio per il precedente infortunio al ginocchio guidò comunque la squadra alla vittoria con 100 yard passate e un touchdown segnato su corsa, con Washington che conquistò il suo primo titolo della NFC East Division dal 1999. La sua prima stagione regolare si concluse così con 3.200 yard passate, 20 touchdown, 5 soli intercetti, leader della lega tra tutti i quarterback ad aver giocato la maggior parte della stagione come titolari (secondi furono Aaron Rodgers e Tom Brady con 8), e un passer rating di 102,4 che fu il terzo migliore della NFL.  Fu la prima volta nella storia che un quarterback rookie raggiunse un rating a tre cifre (primato raggiunto nella stessa stagione da Russell Wilson).
Nella prima gara di playoff in carriera, Griffin guidò i Redskins a un vantaggio di 14-0 alla fine del primo quarto contro i Seattle Seahawks. Poco prima di lanciare il suo secondo touchdown però si infortunò nuovamente al ginocchio già malmesso, dando il via alla rimonta degli avversari. La partita del giocatore terminò quando nel quarto periodo, dopo un brutto snap commise un fumble e nel tentativo di recuperarlo compromise definitivamente il suo ginocchio venendo sostituito da Kirk Cousins. RG3 concluse la partita con 84 yard passate, 2 touchdown e un intercetto mentre i Redskins vennero eliminati. Esami effettuati nei giorni successivi rivelarono per il giocatore la parziale rottura del legamento crociato anteriore e del legamento laterale collaterale. Il 9 gennaio Griffin si sottopose con successo all'operazione chirurgica, prevedendo uno stop tra i sei e gli otto mesi.
Il 3 febbraio 2013, la notte prima del Super Bowl XLVII, Robert Griffin fu premiato come miglior rookie offensivo dell'anno superando Andrew Luck e Russell Wilson. A fine anno fu posizionato al numero 15 nella classifica dei migliori cento giocatori della stagione.

#### 2013
Dopo mesi di speculazioni, il 2 settembre l'allenatore Mike Shanahan annunciò che Griffin sarebbe stato il titolare nella prima gara della stagione contro i Philadelphia Eagles. 

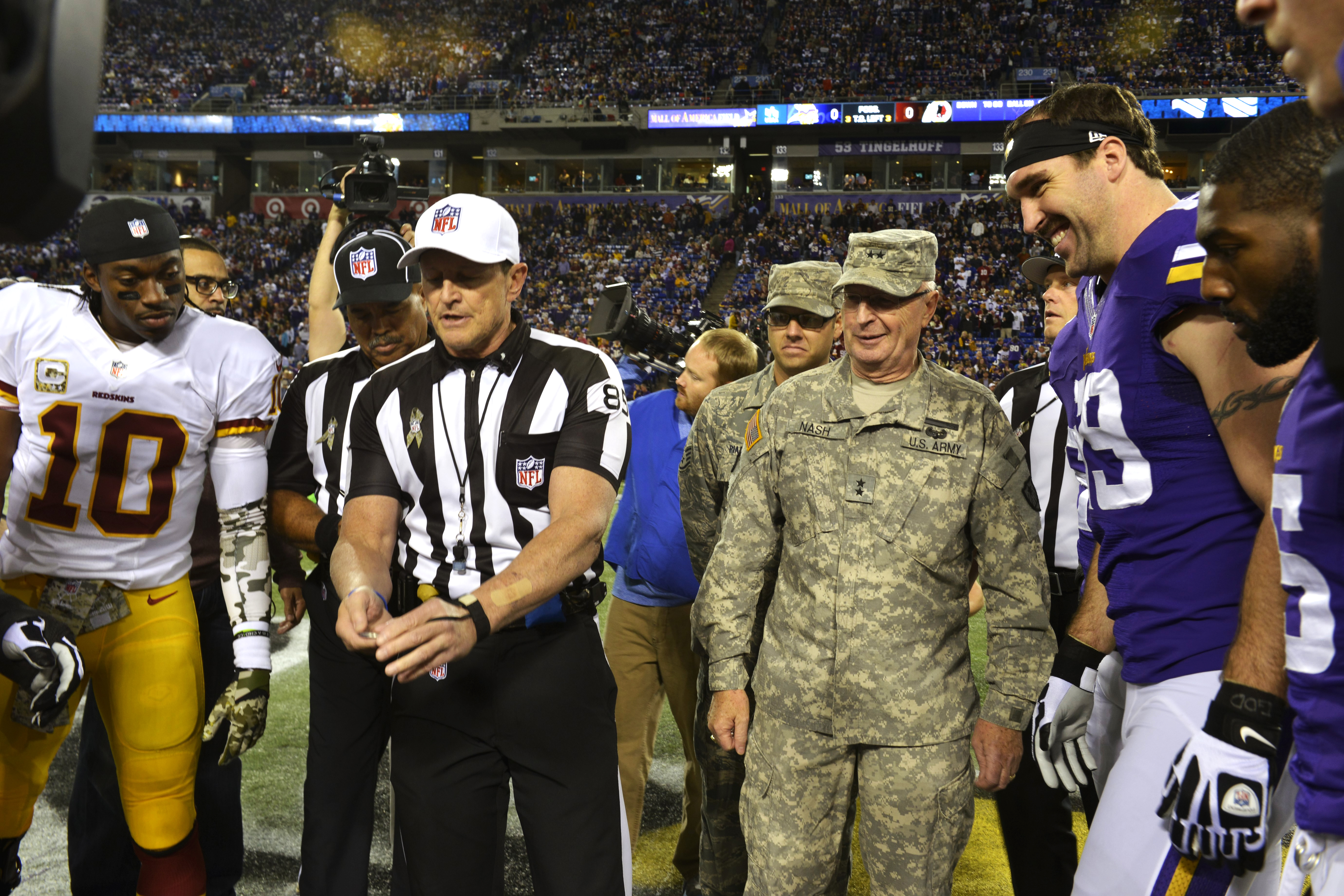
Griffin (primo da sinistra) assieme a Jared Allen e Greg Jennings prima di Redskins-Vikings.

 Il quarterback tuttavia non giocò bene, disputando la prima gara in carriera con 2 intercetti subiti e terminando con 329 yard passate, 2 touchdown e 2 fumble nella netta sconfitta. Washington perse anche la sfida successiva contro i Green Bay Packers. Griffin lanciò un intercetto a inizio gara e terminò con 320 yard passate e tre touchdown, ma tutti nel secondo tempo a risultato ampiamente deciso.

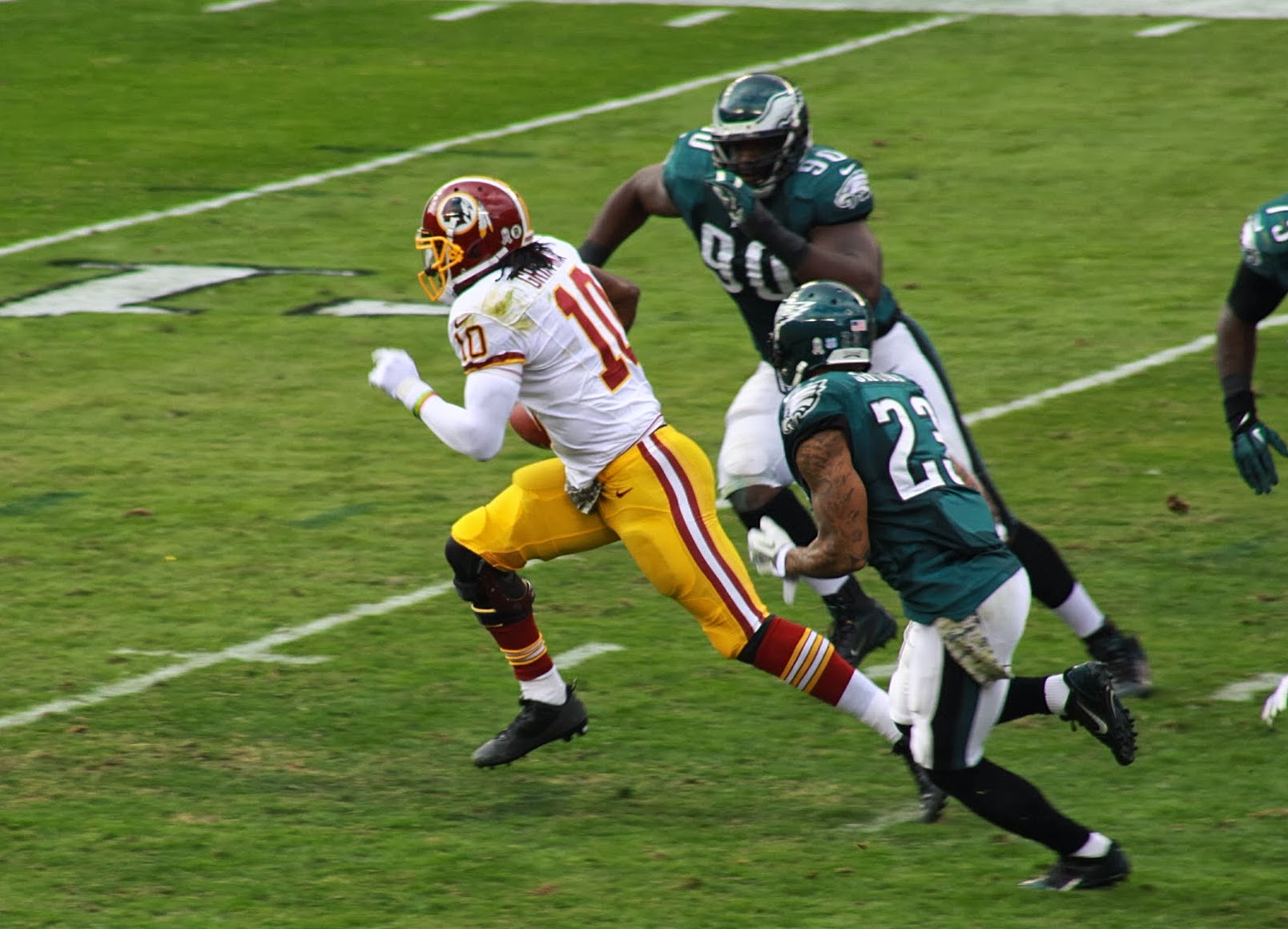
RGIII in un tentativo di corsa nella gara persa dai Redskins 24-16 contro gli Eagles.

Nella settimana 3, i Redskins persero la prima gara della storia della franchigia in casa contro i Detroit Lions, interrompendo una striscia di 21 vittorie consecutive che durava dal 1939. Robert passò 326 yard e subì un intercetto. La prima vittoria stagionale giunse la settimana successiva sugli Oakland Raiders con 227 yard e un touchdown passati da RG3.
Dopo la settimana di pausa, Griffin giocò un'altra gara sotto la media nella sconfitta contro i Cowboys in cui passò 246 yard e subì un intercetto. La domenica seguente condusse i Redskins alla seconda vittoria stagionale in una spettacolare gara dominata dagli attacchi contro i Chicago Bears terminata 45-41.
Nella sconfitta della settimana 8 contro i Denver Broncos, la squadra per cui tifava da bambino, Griffin passò solamente 132 yard con un touchdown e due intercetti subiti, terminando col peggior passer rating e il minor numero di yard passate per tentativo in carriera fino a quel momento. La vittoria tornò la domenica successiva ai supplementari contro i San Diego Chargers con RG3 che passò 291 yard e subì un intercetto. A questa gara ne seguì una in cui Griffin disputò una grande prestazione fatta di 281 yard e 3 touchdown passate, ma una cattiva prova della difesa dei Redskins vanificò i suoi sforzi e la sua squadra fu battuta dai Minnesota Vikings. Successivamente, Washington perse con gli Eagles e con i San Francisco 49ers, nella prima gara tra college e professionismo in cui una squadra guidata da Griffin non riuscì a segnare nessun touchdown.
Nella settimana 13, Griffin iniziò completando 16 passaggi su 17 tentativi nel primo tempo mentre nel secondo scese a un parziale di 8 su 15, coi Redskins che guadagnarono solo 95 yard dopo l'intervallo, perdendo e venendo eliminati matematicamente dalla corsa ai playoff per la diciassettesima volta negli ultimi 21 anni. Dopo un'altra sconfitta coi Kansas City Chiefs Griffin, mai ripresosi completamente dall'infortunio subito undici mesi prima nei playoff, fu dichiarato inattivo per la settimana 15, venendo sostituito da Kirk Cousins. Poche ore dopo questo annuncio, fu lo stesso giocatore ad affermare che, malgrado avesse espresso il proprio desiderio di giocare, l'allenatore Shanahan decise di lasciarlo fuori dai campi di gioco per tutto il resto della stagione 2013 per dargli modo di essere guarito al meglio per la stagione successiva. La sua seconda annata si concluse così con 3.203 yard passate, 16 touchdown e 12 intercetti in 13 presenze.

#### 2014

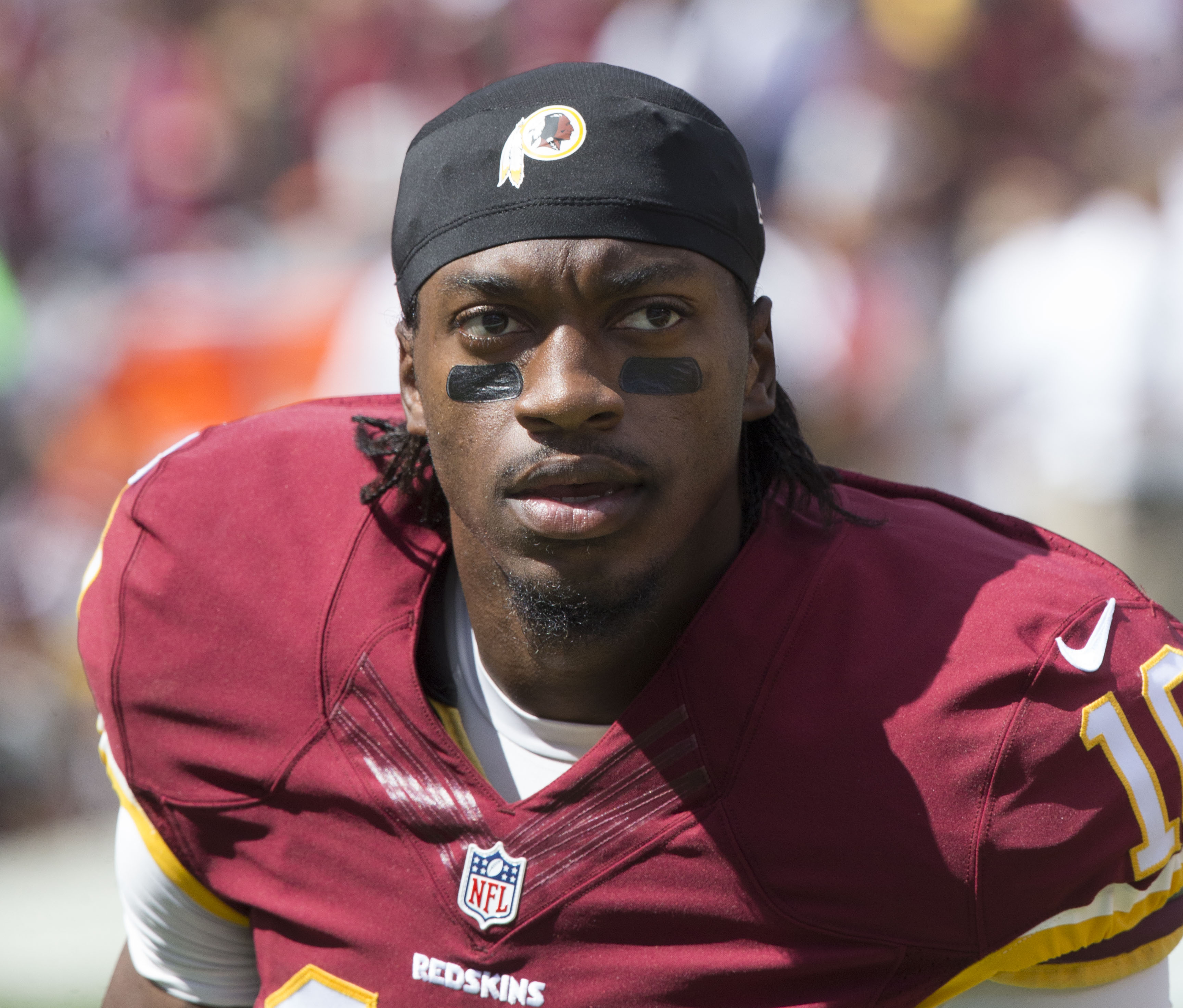
Griffin III il 14 settembre 2014

Griffin tornò in campo nella prima gara della stagione 2014 completando 29 passaggi su 37 tentativi per 267 yard ma i Redskins furono sconfitti dagli Houston Texans. La domenica successiva si infortunò alla caviglia a inizio gara dopo avere completato un passaggio per DeSean Jackson, non facendo più ritorno in campo. L'infortunio lo costrinse a rimanere inattivo sino al settimana 8. A partire dal turno successivo fu nuovamente nominato titolare per la gara contro i Vikings, in cui passò 251 yard, un touchdown e un intercetto nella sconfitta esterna. Seguirono altre due sconfitte in cui il quarterback continuò a faticare, venendo anche criticato apertamente dall'allenatore Jay Gruden dopo quella coi Buccaneers. All'alba della settimana 13, la squadra annunciò che a partire come titolare nella gara contro i Colts sarebbe stato Colt McCoy. RG3 tornò in campo quando McCoy si infortunò all'inizio della gara del quindicesimo turno contro i Giants mostrando alcuni progressi rispetto alle prove precedenti. La giocata decisiva della partita fu però un suo touchdown su corsa da 8 yard che gli venne annullato per una penalità, spostando l'inerzia della sfida verso gli avversari. La sua prestazione si concluse con 236 yard passate e un touchdown nella sconfitta 24-13. L'infortunio di McCoy pose fine alla sua stagione e Griffin fu nominato nuovamente titolare per la gara della settimana 16 contro Philadelphia, in cui si interruppe una striscia di sei sconfitte consecutive per la squadra della capitale. RG3 concluse quella sfida con 220 yard passate e un intercetto nella prima gara completa da oltre un anno.

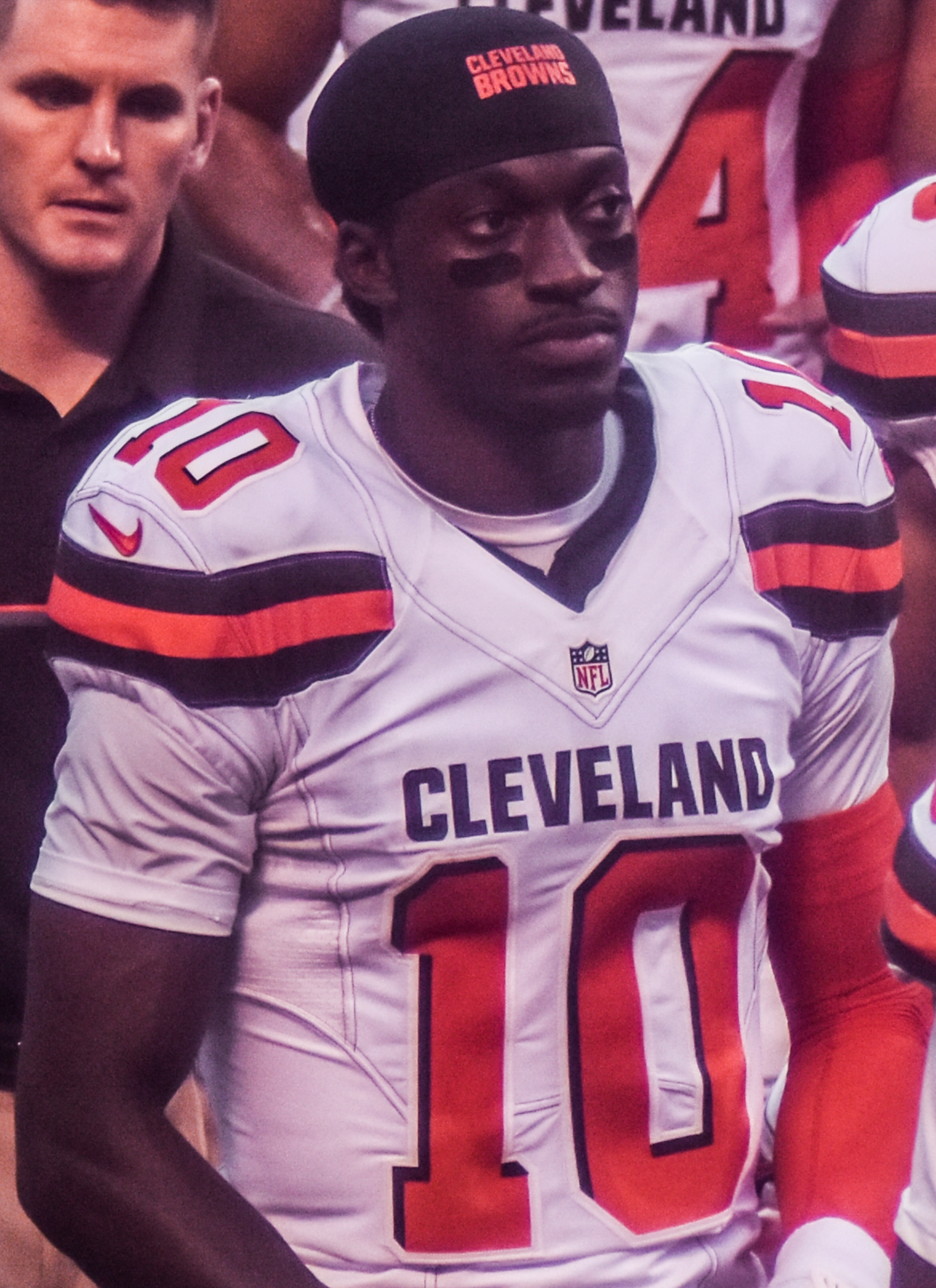
Robert Griffin III nella pre-stagione 2016

#### 2015
Il 31 agosto, dopo la terza gara di pre-stagione in cui Griffin non era sceso in campo per infortunio, Kirk Cousins fu nominato quarterback titolare al suo posto per l'inizio della stagione regolare 2015. RG3 rimase così tutto l'anno in panchina, non disputando alcuna gara.

### Cleveland Browns
Il 25 marzo 2016, Griffin firmò con i Cleveland Browns. L'8 agosto il capo-allenatore Hue Jackson lo nominò quarterback titolare per la stagione regolare. L'11 settembre 2016 debuttò con la nuova maglia contro i Philadelphia Eagles ma la sfortuna tornò ad accanirsi contro il giocatore che in quella gara subì un grave infortunio alla spalla sinistra, venendo inserito il giorno successivo in lista infortunati. Tornò ad essere nominato titolare prima della gara del 14º turno, coi Browns che non vinsero nemmeno una gara durante la sua assenza. Nel penultimo turno, RG3 evitò ai Browns l'onta di una stagione senza vittorie, guidando la squadra a battere i San Diego Chargers per 20-17.
Il 10 marzo, Griffin fu svincolato dai Browns.

### Baltimore Ravens
Dopo essere rimasto senza squadra per tutta la stagione 2017, il 4 aprile 2018 Griffin firmò con i Baltimore Ravens. Con i Ravens già sicuri del primo posto nel tabellone della AFC, Griffin partì come titolare al posto di Lamar Jackson nell'ultimo turno della stagione 2019 portando la squadra alla vittoria contro i Pittsburgh Steelers.
Griffin nel 2020 fu nominato titolare per la gara della settimana 12 contro i Pittsburgh Steelers a causa della positività di Lamar Jackson al COVID-19. Si infortunò al tendine del ginocchio sinistro nel secondo quarto ma rimase in campo fino al quarto periodo, quando fu sostituito da Trace McSorley. Concluse la partita con 7-12 per 33 yard e un intercetto (che fu ritornato in touchdown da Joe Haden) oltre a 7 corse per 68 yard. I Ravens persero per 14-19.

## Palmarès
- Convocazioni al Pro Bowl: 1

2012
- Rookie offensivo dell'anno - 2012
- Quarterback della settimana: 2

1ª e 12ª della stagione 2012
- Giocatore offensivo della NFC della settimana: 2

1ª e 11ª del 2012
- Rookie offensivo del mese: 2

settembre 2012, novembre 2012
- Rookie della settimana: 7

1ª, 4ª, 6ª, 11ª, 12ª, 13ª e 16ª della stagione 2012
- PFWA All-Rookie Team - 2012
- Heisman Trophy - 2011
- Davey O'Brien Award - 2011

## Statistiche
Stagione regolare
| 2012   | Washington Redskins | 15               | 15               | 258              | 393              | 65,6             | 3.200            | 8,1              | 20               | 5                | 102,4            |                  |                  |                  |                  |                  |                  |                  |                  |                  |
| 2013   | Washington Redskins | 13               | 13               | 274              | 456              | 60,1             | 3.203            | 7,0              | 16               | 12               | 82,2             |                  |                  |                  |                  |                  |                  |                  |                  |                  |
| 2014   | Washington Redskins | 9                | 7                | 147              | 214              | 68,7             | 1.694            | 7,9              | 4                | 6                | 86,9             |                  |                  |                  |                  |                  |                  |                  |                  |                  |
| 2015   | Washington Redskins | Nessuna presenza | Nessuna presenza | Nessuna presenza | Nessuna presenza | Nessuna presenza | Nessuna presenza | Nessuna presenza | Nessuna presenza | Nessuna presenza | Nessuna presenza | Nessuna presenza | Nessuna presenza | Nessuna presenza | Nessuna presenza | Nessuna presenza | Nessuna presenza | Nessuna presenza | Nessuna presenza | Nessuna presenza |
| Totale |                     | 37               | 35               | 679              | 1.063            | 63,9             | 8.097            | 7,6              | 40               | 23               | 90,6             |                  |                  |                  |                  |                  |                  |                  |                  |                  |